# Phrynobatrachus acridoides
Phrynobatrachus acridoides és una espècie de granota que viu a Kenya, Malawi, Moçambic, Somàlia, Sud-àfrica, Tanzània, Zimbàbue i, possiblement també, a Eswatini, Uganda i Zàmbia.